# Cochlonema verrucosum
Cochlonema verrucosum är en svampart som beskrevs av Drechsler 1935. Cochlonema verrucosum ingår i släktet Cochlonema och familjen Cochlonemataceae.   Inga underarter finns listade i Catalogue of Life.